# Bassam Tariq
Bassam Tariq (Carachi, 22 de outubro de 1986) é um diretor de cinema, produtor e roteirista americano-paquistanês. Ele co-dirigiu e produziu o documentário financiado pelo Sundance These Birds Walk (2013) com Omar Mullick, e foi nomeado no "25 New Faces of Independent Film" da Filmmaker em 2012.
As obras de Tariq visam descobrir a diversidade da vida e experiência muçulmana. Além de cinema, seus diversos projetos incluem blogs e escrita, co-fundar um açougue halal e ser um TED Fellow.

## Biografia
Tariq nasceu no Paquistão e se mudou para os EUA com sua família ainda jovem. Ele cresceu no bairro de Astoria, em Nova York, e se mudou para Houston aos 11 anos.
Tariq recebeu um Bacharelado de Ciências (BC) em publicidade pela Universidade do Texas em Austin em 2008. Enquanto estava na faculdade, Tariq teve uma aula chamada “Criatividade na Cultura Americana” que o inspirou a começar a fazer filmes, que a princípio eram vídeos corporativos. Ele trabalhou como freelancer e filmou vídeos promocionais para Celestica, The University of Texas at Austin e CBS News 11.

## Carreira
Tariq começou a fazer cinema na faculdade para ganhar dinheiro extra enquanto se formava. Ele também produziu histórias em vídeo para a Time, um curta-metragem para a The New Yorker, e co-dirigiu um PSA para incentivar a vacinação contra a pólio no Paquistão.
Ele se mudou para Nova York novamente depois da faculdade e trabalhou em publicidade como redator na Saatchi & Saatchi. Ele também trabalhou como redator em outras agências, incluindo RAPP e BBDO NY.
Em julho de 2021, Tariq estava em negociações finais para dirigir o filme Blade, da Marvel Studios, e foi contratado em setembro de 2021. Em 28 de setembro de 2022, Tariq deixou o cargo de diretor de do filme, com a produção prevista para começar em novembro de 2022. Ele permanecerá ligado ao projeto como produtor executivo.

## Filmografia

### Filmes
| Ano  | Título           | Diretor | Produtor | Roteirista | Notas                       |
| ---- | ---------------- | ------- | -------- | ---------- | --------------------------- |
| 2013 | These Birds Walk | Sim     | Sim      | Não        | Documentário; também editor |
| 2020 | Mogul Mowgli     | Sim     | Não      | Sim        | Co-roteirista com Riz Ahmed |

### Créditos adicionais
| Ano  | Título                      | Diretor | Produtor | Roteirista | Notas                                                               |
| ---- | --------------------------- | ------- | -------- | ---------- | ------------------------------------------------------------------- |
| 2017 | Abstract: The Art of Design | Parcial | Não      | Não        | Direção adicional; episódio: "Isle Crawford: Interior Design"       |
| 2017 | 11/8/16                     | Parcial | Parcial  | Não        | Documentário; diretor e produtor de segmento; diretor de fotografia |
| 2017 | Edith+Eddie                 | Não     | Não      | Não        | Curta documentário: agradecimento especial                          |
| 2018 | Red Mountain Choir          | Sim     | Não      | Não        | Curta                                                               |
| 2018 | Wa'ad                       | Sim     | Não      | Sim        | Curta: também editor                                                |
| 2018 | Mogambo                     | Sim     | Não      | Não        | Curta; diretor de fotografia                                        |
| 2019 | Ghosts of Sugar Land        | Sim     | Sim      | Sim        | Curta documentário                                                  |